# حادثة الغاطسة تيتان 2023
في 18 يونيو 2023، فقد التواصل مع تيتان، وهي غاطسة تديرها أوشان غيت، في المياه الدولية في شمال المحيط الأطلسي قبالة ساحل نيوفاوندلاند، كندا. كانت الغواصة في رحلة استكشافية سياحية لمشاهدة حطام سفينة آر إم إس تيتانيك وعلى متنها خمسة أشخاص، انقطع الاتصال مع الغواصة بعد ساعة و45 دقيقة من غوصها إلى موقع الحطام، وأُخطرت السلطات عندما لم تظهر مرة أخرى في الوقت المحدد في وقت لاحق من ذلك اليوم.
أجريت العديد من عمليات البحث والإنقاذ من فريق دولي بقيادة خفر سواحل الولايات المتحدة، والبحرية الأمريكية، وخفر السواحل الكندي. كما ساعدت في البحث طائرات من سلاح الجو الملكي الكندي والحرس الوطني الجوي للولايات المتحدة، وسفينة تابعة للبحرية الكندية الملكية، والعديد من السفن التجارية والبحثية ومركبات تعمل عن بعد.
وبعد بحث استمر قرابة 80 ساعة اكتشفت مركبة تعمل تحت الماء عن بعد (ROV) حطام أجزاء من الغواصة في قاع البحر بالقرب من تيتانيك. كما اكتُشِف حدوث انبجار للغواصة في يوم الرحلة بعد فترة وجيزة من بدء هبوطها، مما أدى لوفاة جميع الركاب فورياً.

## خلفية الحدث

### أوشان غيت
أوشان غيت هي شركة خاصة أسسها ستوكتون راش وسونلاين غيليرمو [الإنجليزية] في عام 2009.
ومنذ عام 2010، نقلت العملاء الذين يدفعون رسومًا في غواصات تجارية قبالة سواحل كاليفورنيا، وخليج المكسيك، وفي المحيط الأطلسي.
أدرك راش أن زيارة مواقع حطام السفن كانت وسيلة لجذب انتباه وسائل الإعلام، وفي عام 2016، نقلت الشركة العملاء إلى حطام سفينة لأول مرة، باستخدام الغواصة سايكلوبس 1 لزيارة موقع حطام إس إس أندريا دوريا [الإنجليزية]، وفي عام 2019، قال راش لمجلة سميثسونيان [الإنجليزية]: "هناك حطام واحد فقط يعرفه الجميع [... ] إذا طلبت من الناس تسمية شيء ما تحت الماء، فسيكون أسماك القرش والحيتان وتيتانيك".

### تيتانيك
كانت آر إم إس تيتانيك سفينة بريطانية عابرة للمحيطات غرقت في شمال المحيط الأطلسي في 15 أبريل 1912، بعد اصطدامها بجبل جليدي، وفي عام 1985 اكتشف الحطام في قاع المحيط على بعد حوالي 400 ميل بحري (740 كـم) من ساحل نيوفندلاند. يقع الحطام على عمق حوالي 3,810 متر (12,500 قدم؛ 2,080 قامة).

### تيتان
كانت تيتان سفينة غاطسة تتسع لخمسة أشخاص تديرها شركة أوشان غيت. وفقًا لها، فقد صممت للغوص بعمق يصل إلى 4,000 م (13,000 قدم) "لمسح وفحص المواقع، والبحث وجمع البيانات، وإنتاج الأفلام والوسائط، واختبار أعماق البحار للأجهزة والبرامج".